# Шульману-ашаред III

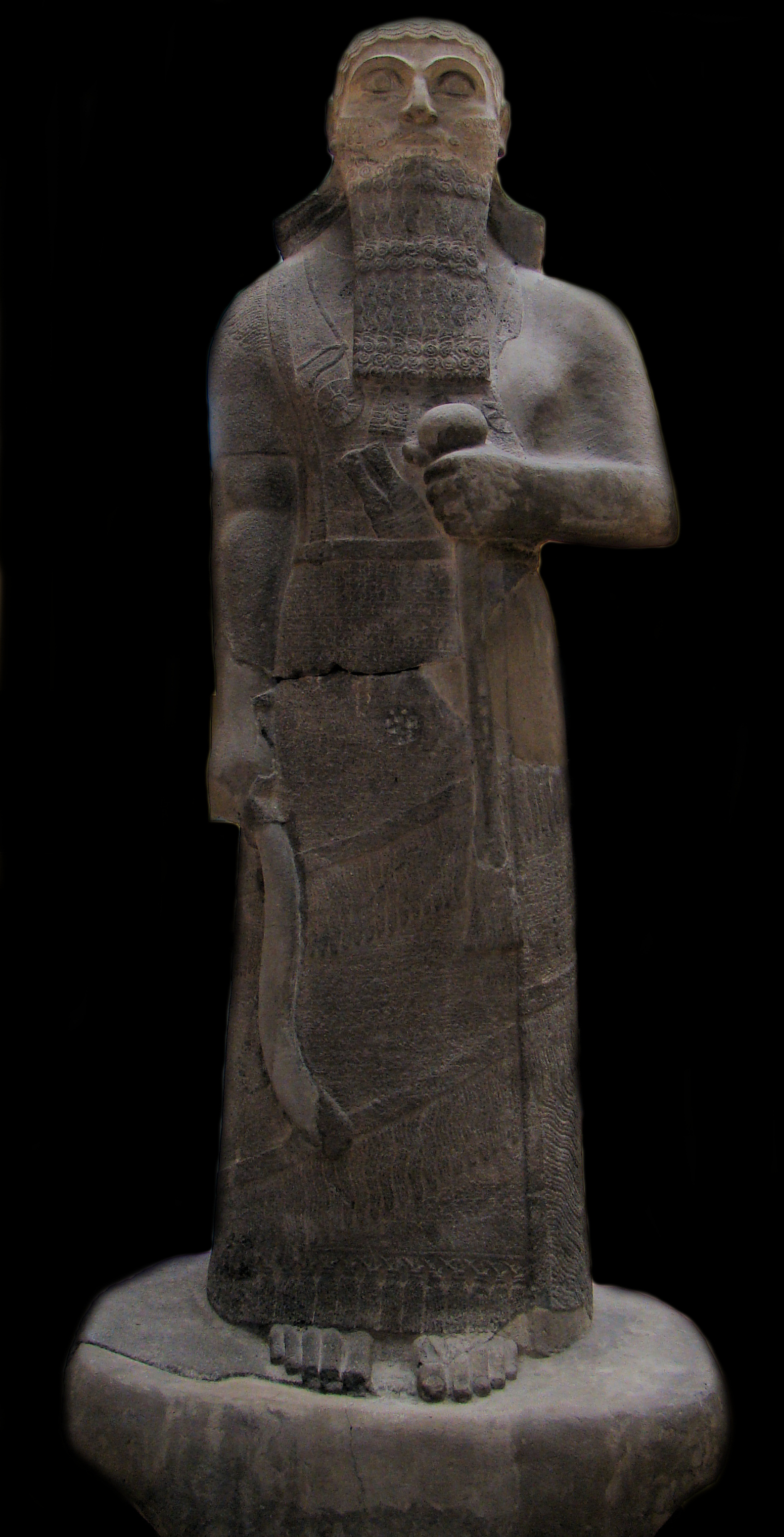
Статуя Салманасара ІІІ з Ашшура

Салманасар III, Шульману-ашаред ІІІ — ассирійський цар, правив у 858–824 до нашої ери. Син царя Ашурназірпала ІІ.

## Життєпис
Так само як і його батько Шульмануашаред був завойовником і усе життя воював, провівши за 34 роки правління 32 військових походи. Розпочав він з війни з північним сусідом — Урарту. Близько 856 до н. е. завдав царю Арамі нищівної поразки в горах Аддуру, а його столицю Арзашкуні спалив. На заході він завоював сирійське царство Ахун. У 858 до н. е. він узяв та зруйнував знамените сирійське місто Каркемиш. Після цього, перейшовши Оронт, ассирійські війська через Північну Сирію та гори Аману вторглися в Кілікію, а звідти з багатою здобиччю повернулися додому. Надалі його походи в Сирію багаторазово повторювалися. Літописи повідомляють, що Шульмануашаред вісім разів «рубав кедри в горах Аману» і двадцять чотири рази особисто форсував Євфрат.
Тим часом народи Сирії, Палестини, Фінікії та Кілікії готувалися відбити ассирійське вторгнення і створили союз, центром якого було царство Арам зі столицею в Дамаску. Салманасар почав готувати великий похід в Сирію. У 856 році він підкорив арамейське князівство Біт-Адіні і перетворив його столицю Тіль-Барсіп у базу нападу на Сирію. У 853 році ассирійське військо переправилося через Євфрат. Біля хаматського міста Каркари на Оронті ассирійців чекало величезне союзне військо, чисельністю не менше 60 тисяч вояків, основу якого складали війська правителів Араму, Хамату та Ізраїлю. Відбулася важка битва у якій ассирійці не перемогли. Салманасар ІІІ змушений був відвести війська за Євфрат і на кілька років дати спокій цьому напрямку.
Через 8 років цар спорядив новий великий похід в Сирію. У 845 до н. е. він зібрав величезне стодвадцятитисячне (120 000) військо і знову вдерся до Сирії, але й цього разу не досяг великих успіхів. Лише у 841 році завдяки чварам між колишніми союзниками царю вдалося перемогти своїх сирійських супротивників, але узяти Дамаск він не зміг і цього разу. Ізраїль, Тир та Сидон визнали владу ассирійського царя та прислали йому данину. На знак своєї перемоги Салманасар наказав вирізати на скелі у Фінікії своє зображення поруч з рельєфом Тіглатпаласара І. Сам цар так описував ті події:
|  | На вісімнадцятому році свого правління я вшістнадцяте переправився через Євфрат. Хазаел дамаський сподівався на чисельність свого війська якого він зібрав багато. Він укріпився на Сенірі, одній з гірських вершин Лівану. Я вступив з ним в битву і переміг його. 6 тисяч його воїнів я перебив зброєю, 1121 бойову колісницю та 470 вершників разом з табором я відібрав у нього. Щоб спасти своє життя він втік. Я переслідував його і обложив його у столиці Дамаску. Гай навколо міста я повелів вирубати. Незчисленні міста я зруйнував та спустошив і без числа моєї здобичі. |

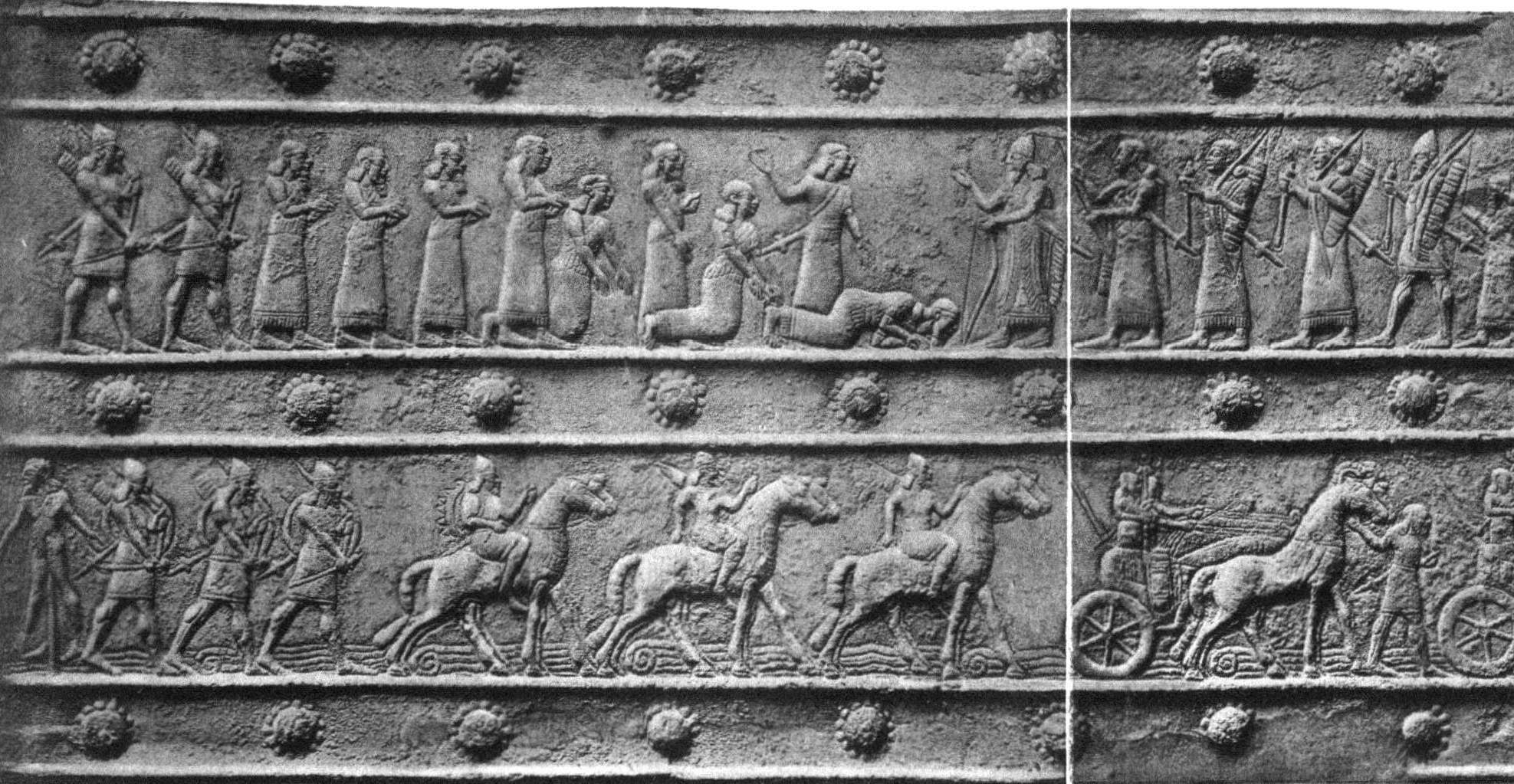
Частина бронзових воріт палацу Салманасара ІІІ

Хоч Салманасарові III й вдалося підкорити Сирію, а її правителі визнали його владу і принесли данину, але ассирійський вплив у цьому регіоні був нестійкий. Сирійці та ханаанці постійно підіймали повстання, які часто надихав Дамаск, тож царю доводилося відправляти регулярні каральні експедиції. В проміжках між сирійськими походами Салманасар воював і з іншими країнами. Великих успіхів йому вдалося досягти в боротьбі з Вавилонією. Не зустрічаючи серйозного опору, він переможно пройшов країною аж до болотистої Приморської країни біля берегів Перської затоки. Міста Вавилонії визнали його владу і зобов'язалися виплачувати данину. Салманасар посадив на вавилонський трон свого ставленика, а свого старшого сина одружив на знатній вавилонянці Шуммурамат.
Важкою була війна Салманасара III з Урарту, де його військам доводилося битися в незвичній гірській країні з сильною армією Сардурі I. Однак попри це, походи проти Урарту особливо у 829–828 до нашої ери були успішними — ассирійцям вдалося захопити землі аж до Урмії, повністю розграбувати 50 міст.
Останні роки старий цар провів у Калсі, займаючись будівництвом та прикрашанням міста. Щоправда, його правління не було спокійним, і на схилі віку Салманасарові довелося зіштовхнутися з внутрішніми смутами. Незадовго до смерті він призначив своїм спадкоємцем старшого сина Шамші-Адада, це не сподобалося його молодшому синові Ашшур-данін-аплі, який підняв проти батька усю корінну Ассирію. Вірними царю залишилися лише столиця Кульху та гвардія. В розпал цих подій Салманасар III помер. Його спадкоємець Шамші-Адад V витратив 2 роки придушуючи повстання.